# Rozklad (právo)
Rozklad je ve správním řízení opravný prostředek proti rozhodnutí ústředního orgánu státní správy v prvním stupni. Jde o institut obdobný odvolání v soudním řízení, proto také, nevylučuje-li to povaha věci, platí pro řízení o rozkladu ustanovení o odvolání. 

## Postup
Rozklad lze podat ve lhůtě 15 dní ode dne, kdy bylo oznámeno rozhodnutí, které vydal ústřední správní úřad, ministr, státní tajemník ministerstva, nebo vedoucí jiného ústředního správního úřadu v prvním stupni. Protože takovému úřadu z definice není nikdo nadřazen (vyjma vlády, která však jako správní úřad zpravidla nepůsobí), o rozkladu rozhoduje osoba stojící v jeho čele (ministr nebo vedoucí jiného ústředního správního úřadu), a to na nezávazný návrh rozkladové komise, která má min. 5 členů. Většinu členů rozkladové komise tvoří odborníci, kteří nejsou zaměstnanci daného úřadu. Rozhodnout lze tak, že se:
- rozhodnutí zruší nebo změní (pokud se tím plně vyhoví rozkladu a jestliže tím nemůže být způsobena újma žádnému z účastníků, ledaže s tím všichni, jichž se to týká, vyslovili souhlas),
- rozklad zamítne.